# Ronde van Vlaanderen 2016
De Ronde van Vlaanderen 2016 was de honderdste editie van de wielerklassieker de Ronde van Vlaanderen.

## Mannen
De wedstrijd vond plaats op zondag 3 april 2016 met start in Brugge en aankomst in Oudenaarde. De totale afstand was 255,9 km en bevatte 18 beklimmingen en zeven kasseisectoren. De wedstrijd werd georganiseerd door Flanders Classics.
Koning Filip, die vanwege de honderdste editie bij de finish van de wedstrijd aanwezig zou zijn, zegde af vanwege aanhoudende terreurdreiging in België.

### Parcours
Het parcours van de honderdste Ronde van Vlaanderen werd op 29 november 2015 voorgesteld op Brussels Airport. De officieuze start wordt gegeven op de Markt van Brugge, en zet vervolgens koers richting Torhout, de geboorteplaats van Karel Van Wijnendaele, de vader van de Ronde van Vlaanderen. Langs vlakke wegen via Roeselare en Tielt bereikt de wedstrijd Oost-Vlaanderen in Zulte en verder zuidwaarts tot Kruishoutem en Oudenaarde.
Na Oudenaarde volgt de heuvelzone van de Vlaamse Ardennen, waar drie onregelmatige lussen de finale van de wedstrijd inluiden. Drie beklimmingen van de Oude Kwaremont en tweemaal de Paterberg vormen sinds 2012 het breekpunt van de wedstrijd. Op 45 km van de finish komt de Koppenberg, de steilste klim van de Ronde, waarna de laatste vijf beklimmingen volgen. De Steenbeekdries, Taaienberg, Kruisberg, en de laatste beklimmingen van de Oude Kwaremont en Paterberg vormen de finale. Na de Paterberg rest nog 13 km langs vlakke wegen naar de aankomst op de Minderbroedersstraat in Oudenaarde.

### Deelnemende ploegen
| 18 UCI World Tour-ploegen | 18 UCI World Tour-ploegen | 18 UCI World Tour-ploegen | 7 wildcards                 |
| ------------------------- | ------------------------- | ------------------------- | --------------------------- |
| AG2R La Mondiale          | FDJ                       | LottoNL-Jumbo             | Topsport Vlaanderen-Baloise |
| Astana                    | Giant-Alpecin             | Movistar                  | Wanty-Groupe Gobert         |
| BMC Racing Team           | IAM Cycling               | Orica-BikeExchange        | Direct Énergie              |
| Cannondale                | Katjoesja                 | Team Sky                  | Southeast-Venezuela         |
| Dimension Data            | Lampre-Merida             | Tinkoff                   | CCC Sprandi Polkowice       |
| Etixx-Quick Step          | Lotto Soudal              | Trek-Segafredo            | Bora-Argon 18               |
|                           |                           |                           | Team Roompot                |
|                           |                           |                           |                             |

### Rituitslag
| Ronde van Vlaanderen 2016 |                    |                        |          |
| Plaats                    | Naam               | Ploeg                  | Tijd     |
| 1                         | Peter Sagan        | Tinkoff                | 6u10'37" |
| 2                         | Fabian Cancellara  | Trek-Segafredo         | + 25"    |
| 3                         | Sep Vanmarcke      | LottoNL-Jumbo          | + 28"    |
| 4                         | Alexander Kristoff | Team Katjoesja         | + 49"    |
| 5                         | Luke Rowe          | Team Sky               | z.t.     |
| 6                         | Dylan van Baarle   | Cannondale Pro Cycling | z.t.     |
| 7                         | Imanol Erviti      | Movistar Team          | z.t.     |
| 8                         | Zdeněk Štybar      | Etixx-Quick Step       | z.t.     |
| 9                         | Dimitri Claeys     | Wanty-Groupe Gobert    | z.t.     |
| 10                        | Niki Terpstra      | Etixx-Quick Step       | z.t.     |
| 11                        | Lars Boom          | Astana Pro Team        | z.t.     |
| 12                        | Geraint Thomas     | Team Sky               | z.t.     |
| 13                        | Stijn Vandenbergh  | Etixx-Quick Step       | + 56"    |
| 14                        | Aleksej Loetsenko  | Astana Pro Team        | + 1' 00" |
| 15                        | Tom Boonen         | Etixx-Quick Step       | z.t.     |
| 16                        | Daniel Oss         | BMC Racing Team        | + 1' 02" |
| 17                        | Jürgen Roelandts   | Lotto Soudal           | + 1' 16" |
| 18                        | Laurens De Vreese  | Astana Pro Team        | z.t.     |
| 19                        | Jempy Drucker      | BMC Racing Team        | z.t.     |
| 20                        | Scott Thwaites     | Bora-Argon 18          | z.t.     |

## Vrouwen
De Ronde van Vlaanderen was bij de vrouwen aan zijn dertiende editie toe. De wedstrijd maakt deel uit van de UCI Women's World Tour 2016 op 1.WWT-niveau en werd gewonnen door wereldkampioene Elizabeth Armitstead.

### Rituitslag
| Plaats  | Naam                      | Ploeg               | Tijd     |
| ------- | ------------------------- | ------------------- | -------- |
| Winnaar | Elizabeth Armitstead      | Boels Dolmans       | 3u43'27" |
| 2       | Emma Johansson            | Wiggle High5        | z.t.     |
| 3       | Chantal Blaak             | Boels Dolmans       | + 2"     |
| 4       | Megan Guarnier            | Boels Dolmans       | z.t.     |
| 5       | Elisa Longo Borghini      | Wiggle High5        | z.t.     |
| 6       | Ellen van Dijk            | Boels Dolmans       | z.t.     |
| 7       | Annemiek van Vleuten      | Orica-AIS           | z.t.     |
| 8       | Pauline Ferrand-Prévot    | Rabo-Liv            | z.t.     |
| 9       | Claudia Lichtenberg       | Lotto Soudal Ladies | z.t.     |
| 10      | Katarzyna Niewiadoma      | Rabo-Liv            | + 8"     |
| 11      | Gracie Elvin              | Orica-AIS           | + 59"    |
| 12      | Jessie Daams              | Lotto Soudal Ladies | z.t.     |
| 13      | Rossella Ratto            | Cylance Pro Cycling | z.t.     |
| 14      | Olga Zabelinskaja         | BePink              | z.t.     |
| 15      | Amanda Spratt             | Orica-AIS           | + 2'00"  |
| 16      | Coryn Rivera              | UnitedHealthcare    | + 2'03"  |
| 17      | Lisa Brennauer            | Canyon-SRAM         | z.t.     |
| 18      | Joëlle Numainville        | Cervélo-Bigla       | z.t.     |
| 19      | Elena Cecchini            | Canyon-SRAM         | z.t.     |
| 20      | Maria Giulia Confalonieri | Lensworld-Zannata   | z.t.     |

1913 · 
1914 · 
1915 · 
1916 · 
1917 · 
1918 · 
1919 · 
1920 · 
1921 · 
1922 · 
1923 · 
1924 · 
1925 · 
1926 · 
1927 · 
1928 · 
1929 · 
1930 · 
1931 · 
1932 · 
1933 · 
1934 · 
1935 · 
1936 · 
1937 · 
1938 · 
1939 · 
1940 · 
1941 · 
1942 · 
1943 · 
1944 · 
1945 · 
1946 · 
1947 · 
1948 · 
1949 · 
1950 · 
1951 · 
1952 · 
1953 · 
1954 · 
1955 · 
1956 · 
1957 · 
1958 · 
1959 · 
1960 · 
1961 · 
1962 · 
1963 · 
1964 · 
1965 · 
1966 · 
1967 · 
1968 · 
1969 · 
1970 · 
1971 · 
1972 · 
1973 · 
1974 · 
1975 · 
1976 · 
1977 · 
1978 · 
1979 · 
1980 · 
1981 · 
1982 · 
1983 · 
1984 · 
1985 · 
1986 · 
1987 · 
1988 · 
1989 · 
1990 · 
1991 · 
1992 · 
1993 · 
1994 · 
1995 · 
1996 · 
1997 · 
1998 · 
1999 · 
2000 · 
2001 · 
2002 · 
2003 · 
2004 · 
2005 · 
2006 · 
2007 · 
2008 · 
2009 · 
2010 · 
2011 · 
2012 · 
2013 · 
2014 · 
2015 · 
2016 · 
2017 · 
2018 · 
2019 · 
2020 · 
2021 · 
2022 · 
2023 · 
2024
Lijst van beklimmingen
 Tour Down Under · 
 Parijs-Nice · 
 Tirreno-Adriatico · 
 Milaan-San Remo ·
 E3 Harelbeke ·
 Ronde van Catalonië ·
 Gent-Wevelgem ·
 Ronde van Vlaanderen ·
 Ronde van Baskenland ·
 Parijs-Roubaix ·
 Amstel Gold Race ·
 Waalse Pijl ·
 Luik-Bastenaken-Luik ·
 Ronde van Romandië ·
 Ronde van Italië ·
 Critérium du Dauphiné ·
 Ronde van Zwitserland ·
 Ronde van Frankrijk ·
 Ronde van Polen ·
 Clásica San Sebastián ·
 EuroEyes Cyclassics ·
 GP Ouest-France Plouay ·
 GP van Quebec ·
 GP van Montreal ·
 Ronde van Spanje ·
  Eneco Tour ·
 Ronde van Lombardije
 Strade Bianche ·
 Ronde van Drenthe ·
 Trofeo Alfredo Binda-Comune di Cittiglio ·
 Gent-Wevelgem ·
 Ronde van Vlaanderen ·
 Waalse Pijl ·
 Ronde van Chongming ·
 Ronde van Californië ·
 Philadelphia International Cycling Classic ·
 The Women's Tour ·
 Ronde van Italië voor vrouwen ·
 La Course by Le Tour de France ·
 RideLondon Classic ·
 Open de Suède Vårgårda ·
 Bretagne Classic ·
 La Madrid Challenge by La Vuelta